# The Combatribes
The Combatribes (ザ コンバット ライブ ス?) Es un juego Yo contra el barrio lanzado en 1990 para el arcade por Technos Japón Corp (los desarrolladores de Renegade y Double Dragon). Una versión casera para el Super Nintendo Entertainment System también fue lanzado en 1992. El juego se centra en torno a tres vigilantes (identificado como cyborgs en la versión de SNES) que deben luchar contra las pandillas numerosas en Nueva York. La versión de SNES fue lanzado para la consola virtual de Wii en Norteamérica el 30 de noviembre de 2009.

## Versión para Arcade
El jugador toma el control de uno de los tres hombres fuertes, llamados "Combatribes": Berserker, un hombre de pelo rubio con un traje azul que está dotado de un equilibrio entre velocidad y fuerza; Bullova (que toma su nombre de un hacha de guerra india), un hombre negro en un traje amarillo, que es el más fuerte de los tres, pero también el más lento, y Blitz (abreviatura de "guerra relámpago"), es un hombre de pelo largo en un traje rojo que tiene la mayoría de los ataques ágiles, pero carece de la fuerza de los otros dos personajes. Los héroes tiene una variedad de técnicas únicas, además de los combos estándar de puñetazos y patadas, como pisando sobre un oponente, balanceándoles por los tobillos, patadas en el suelo, golpeando su rostro contra el pavimento e incluso la posibilidad de cerrar de golpe la cabeza de dos oponentes juntos. El jugador también puede recoger ciertos objetos de gran tamaño (motocicletas estacionadas, go-karts o las máquinas de pinball) y los echan sobre los enemigos. El juego se puede configurar para que pueda ser jugado por hasta dos o tres jugadores al mismo tiempo. En la versión para 2 jugadores del juego, el jugador se le pide que seleccione el personaje en la pantalla de selección de personaje, mientras que la versión de 3 jugadores a cada jugador ya se ha asignado un carácter correspondiente.
El juego se compone de seis etapas diferentes (o "leyes" a medida que se hace referencia en el juego), establecidos en lugares únicos, cada una con una banda de temas. La mayoría de las etapas se componen de un solo campo de juego donde el jugador debe tener un número determinado de subordinados antes de enfrentar el líder de la banda, similar a Renegade. Algunas etapas rompen con esta fórmula por tener más de un nivel. Las bandas que los jugadores enfrentan están en orden: una pandilla de motociclistas en Times Square, artistas de circo en Coney Island, patinadores en un club de baile, una banda punk en un estadio de béisbol y una milicia en un edificio de gran altura.
La etapa final es una carrera contra los jefes de todas las bandas anteriores, mientras se persigue a un jefe del crimen grande en el puerto. Después que las pandillas son derrotados una vez más, el jefe de la mafia es asesinado por un cyborg femenino, Splatterhead Martha. Martha se enfrenta al jugador en una batalla final. Si dos o tres jugadores están presentes en el inicio de la batalla final, un clon o dos adicionales de Martha se parecen coincidir con el número de jugadores. Todas las Martas debe ser derrotadas para completar el juego.

## Versión para SNES
La versión de Super NES de The Combatribes hace algunos cambios en el juego. El juego ahora cuenta con secuencias de la historia antes y después de batallas, así como una introducción que explica la apertura de la trama y un final diferente. El modo de juego sigue siendo el mismo, con la salud del personaje, ahora representado por una barra de vida en vez de valores numéricos. No hay armas para ser recogidas y lanzadas en la versión de SNES, las etapas son más simples y algunos de los personajes enemigos han desaparecido. Los motoristas que llevaban botellas rotas dejan caer sus armas después de haber sido lo suficientemente dañado. El jefe llamado ("Salamandra") normalmente se pierde en su rango de ataque de la antorcha más daño que toma, mientras que la versión de la consola que lo mantiene con toda su fuerza hasta que se cae.
Dos movimientos de los jugadores también se perdieron: la capacidad para recoger y llevar a los enemigos alrededor, y la habilidad de patear repetidamente oponentes caídos. La quinta etapa se compone de una carrera contra el jefe de todas las bandas anteriores antes de enfrentarse a las tropas Masacre. La sexta y última etapa es simplemente una batalla final contra Splatterhead Martha ubicado sobre la azotea de un edificio de gran altura. El jefe de la mafia de la versión arcade no se encuentra en el puerto de SNES, que identifica a Marta como el líder de las bandas desde el principio en su lugar. Además, sólo una Martha luchará contra el jugador, sin importar el número de jugadores presentes en la despedida final.
Además de la partida principal, hay un frentetamiento uno a uno al modo similar al que aparece en la versión de NES de Double Dragon. El jugador puede realizar estilos de técnicas especiales como Street Fighter, como bolas de fuego y bloquear los ataques con algunos personajes. Los enemigos del juego y los jefes también se puede utilizar mediante la introducción de contraseñas dadas en el juego principal.
La versión de consola fue censurada de la versión arcade, con los efectos en la sangre salpicando de ciertos ataques (como ser golpeado con cuchillos) al ser eliminado por completo.
La versión norteamericana del juego fue censurado aún más, con la sangre en la cara del enemigo durante las escenas de corte que es recoloreada en blanco para parecerse a la saliva, el sudor y las lágrimas. Uno de los jefes, un cyborg general cuyo nombre es esvástica, pasó a llamarse "M. Blaster", para eliminar las referencias obvias al nazismo. La banda de la quinta etapa se llama "The Demolition Troops" (tropas de demolición) en lugar de "The Slaughter Troops" (Tropas Masacre). Además, en la Consola Virtual relanzamiento, la banda de la "Zona Cero" fue renombrada como "Guilty Zero".